# Windmotor Waskemeer
De Windmotor Waskemeer is een poldermolen bij het Friese dorp Waskemeer, dat in de Nederlandse gemeente Ooststellingwerf ligt. De Amerikaanse windmotor stond oorspronkelijk bij het Bergumermeer, maar is in de jaren 80 of '90 verplaatst. Hij staat bij een particulier in de tuin.